# Giftstachel

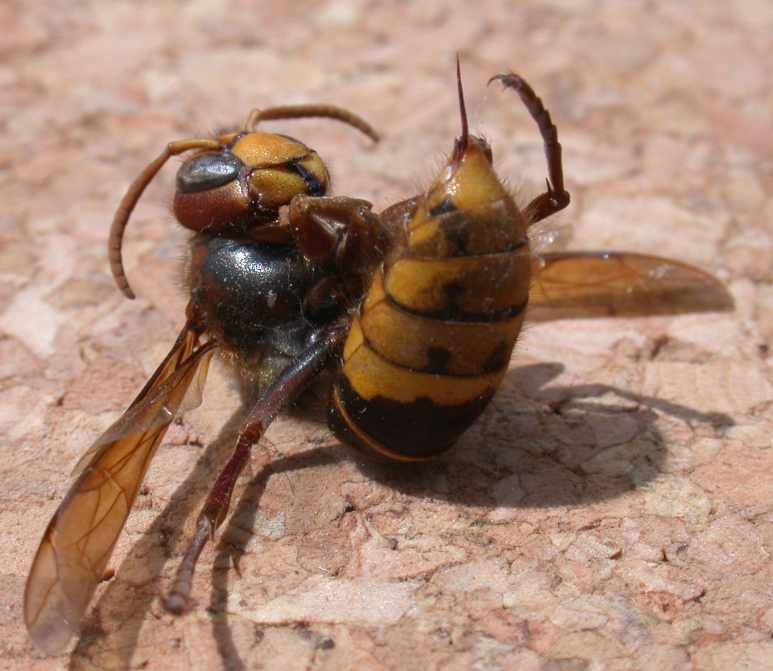
Hornisse mit ausgefahrenem Stachel

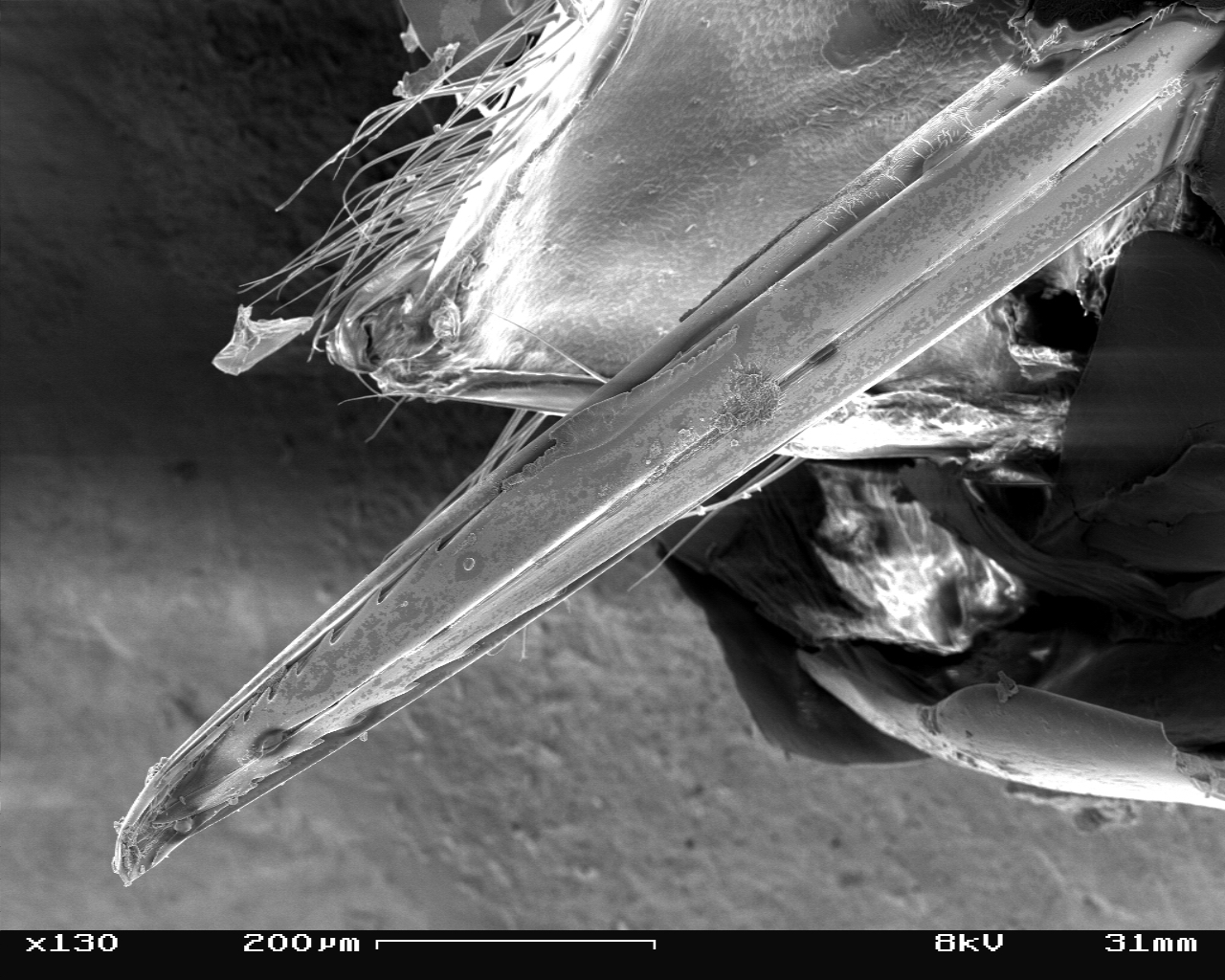
Wespenstachel im Rasterelektronenmikroskop

Ein Giftstachel (auch Aculeus, lateinisch aculeus ‚Stachel‘, Plural: Aculei) ist ein spitz zulaufender Stechapparat, mit dem Tiere ein giftiges Sekret in andere Tiere einflößen können. Er wird vor allem zur Abwehr von Feinden und zur Lähmung von Beutetieren eingesetzt.
Einen Giftstachel haben beispielsweise bestimmte Ameisenunterfamilien, Bienen und Wespen. Der Giftstachel der aculeaten Hautflügler wie Bienen und Wespen ist evolutionsgeschichtlich aus einem ursprünglichen Legebohrer (Ovipositor) entstanden. Daher besitzen nur weibliche Wespen und Bienen dieses Merkmal und können damit stechen. Den männlichen Drohnen fehlt der Stachel.
Der südamerikanische Käfer Onychocerus albitarsis (Coleoptera, Cerambycidae) verfügt an den Enden seiner Antennen über Giftstacheln, die in ihrem Aufbau stark denen des Gelben Mittelmeerskorpions ähneln. Bei Bedrohungen sticht er seinen Gegner zielgerichtet mit den sehr beweglichen Antennen. Andere Vertreter der Gattung Onychocerus zeigen weder ein solches Verhalten noch haben sie einen Giftstachel entwickelt.
Die Giftstacheln der Skorpione sind ein Merkmal, das die Ordnung Skorpione von allen anderen rezenten Spinnentieren unterscheidet.
Giftige Fische haben ebenfalls Giftstacheln, wie z. B. Stachelrochen, Steinfische und Skorpionfische.
Die Männchen der Schnabeltiere besitzen einen Giftsporn am Hinterfuß und sind daher die einzigen Säugetiere mit einem Giftstachel.
Die spitzen Cheliceren der Webspinnen sind keine Giftstacheln.
Auch ausgedachten Wesen, wie etwa dem Mantikor, wird ein Giftstachel zugesprochen.

## Weblink
- Stachel und Gift der Hornisse